# سعد البازعی
سعد بن عبدالرحمن البازعی (زاده ۱۹۵۳) منتقد، متفکر، استاد دانشگاه، عضو مجلس شورا و مترجم اهل عربستان سعودی است.
وی کارشناس زبان و ادبیات انگلیسی از دانشگاه ملک سعود ریاض در سال ۱۹۷۴ است و فوق لیسانس ادبیات انگلیسی از دانشگاه پوردو است. پایان‌نامه او در مورد شرق‌شناسی در ادبیات اروپا بود و از سال ۱۹۸۴ استاد ادبیات تطبیقی انگلیسی در دانشگاه ملک سعود ریاض است.
در سال ۲۰۰۹ به مجلس شورا پیوست و چند سمت از جمله سردبیری روزنامه انگلیسی زبان "Riyadh Daily" را بر عهده داشته‌است. سردبیر ویرایش دوم دایرةالمعارف جهان عرب، عضو هیئت علمی دانشگاه ملک سعود، رئیس باشگاه ادبی ریاض، و عضو شورای صندوق بین‌المللی حمایت از فرهنگ یونسکو است.
وی در سه دهه گذشته سخنرانی‌های زیادی داشته و در کنفرانس‌های بسیاری در مناطق مختلف جهان از جمله ژاپن، آلمان، ایالات متحده آمریکا، بریتانیا، سوئد و فرانسه، علاوه بر بسیاری از کشورهای عربی، شرکت کرده‌است.
وی یکی از منتقدان و پژوهشگران شناخته شده فرهنگی عربستان سعودی و عرب به‌شمار می‌رود. در سال ۲۰۱۴ ریاست کمیته داوری جایزه بین‌المللی رمان عرب (بوکر) را بر عهده داشت و مقالاتی در تعدادی از مقالات محلی و عربی دارد. مقالات او به انگلیسی در مجلات بین‌المللی مانند «ادبیات جهان معاصر» منتشر شده توسط دانشگاه اوکلاهما و همچنین در نشریات آلمان، سوئد و لهستان منتشر شده‌اند.
کتاب مهم او «مولفه یهود در تمدن غرب» در ۲۰۰۷ منتشر شد و وی یک مقاله در مورد آن در شماره دسامبر ۲۰۰۸ در مجله آمریکایی «فارین پالیسی» منتشر کرد.

## آثار
فرهنگ صحرا: مطالعاتی در ادبیات معاصر شبه جزیره عربستان، ۱۹۹۱.
ارجاعات شعری: خوانش شعر معاصر ۱۹۹۹.
نزدیک شدن به دیگری: مقایسه‌های ادبی. ۱۹۹۹.
راهنمای منتقد ادبی به بیش از هفتاد جریان و اصطلاح انتقادی معاصر (با دکتر میحان الروئیلی) ۲۰۰۲.
دروازه‌های شعر: خوانش‌هایی به سمت شعر ۲۰۰۴.
دریافت دیگری: غرب در نقد مدرن عرب ۲۰۰۴.
سکوهایی برای دیدن: جهانی شدن، هویت و تعامل فرهنگی ۲۰۰۵.
مؤلفه یهودی در تمدن غرب ۲۰۰۷.
اختلاف فرهنگی و فرهنگ اختلاف : ۲۰۰۸ انتشارات مرکز فرهنگ عربی
جدال تجدید: شعر سعودی در نیم قرن ۲۰۰۹.
رمان و فیلم شهرهای روایی ۲۰۰۹.
اضطراب دانش: مشکلات فکری و فرهنگی ۲۰۱۰.
مسلمانان در تاریخ آمریکا: میراث فراموش شده اثر: جرالد دریکز. ۲۰۱۱ (ترجمه).
زبان‌های شعر: شعرها و خواندنی‌ها ۲۰۱۱.
برخوردهای فرهنگی: مقالاتی دربارهٔ فرهنگ و ادبیات (به زبان عربی و انگلیسی) ۲۰۱۴.
مشغله‌های متن و مشغله خواندن: خواندن در رمان و شعر ۲۰۱۴.
صداهای جدید عربی - شعر (لندن: پالگریو). (ترجمه و ویرایش)
بحث جهانی شدن: معرفت‌شناسی و سیاست آن، اثر: نگوی وا تیونگگو، ۲۰۱۴. (ترجمه)
اخلاق در عصر مدرنیته جاری، ۲۰۱۶ اثر: زیگمونت باومن (ترجمه مشترک با بثینه آل ابراهیم).
دغدغه‌های ذهن: مسائل، گفتگوها، مشکلات، ۲۰۱۶.
جدال آشنایی و غریبگی: خوانش‌هایی در عرصه شعر معاصر، ۱۳۹۵.
رویارویی‌های قدرت: سردرگمی سلطه بین فرهنگها، ۲۰۱۸.
شعر مردمی - ویژگی‌های شهرنشینی و چالش‌های نوسازی. ۲۰۱۸.
سرنوشت رمان. ۲۰۲۰.
شادی گم شده: شرط شعر. ۲۰۲۰.
گفتگوها و مکاشفات دهه ۱۹۹۰–۲۰۲۰. ۲۰۲۱.
گریز مفهومها: در مورد دگرگونی‌های فرهنگی. ۲۰۲۱.
مسئله معنا در مکان‌ها و هنرها. ۲۰۲۱.
فرهنگ در زمان همه‌گیری: مقالات ترجمه شده از سراسر جهان. ۲۰۲۲.
متن‌های اصلی مدرنیته: مدرنیته غربی در شصت متن بنیادی از قرن هفدهم تا بیستم. ۲۰۲۲.

## جوایز
جایزه فرهنگ، هنر و ادب سلطان قابوس در سال ۱۳۹۶